# José Diéguez Reboredo

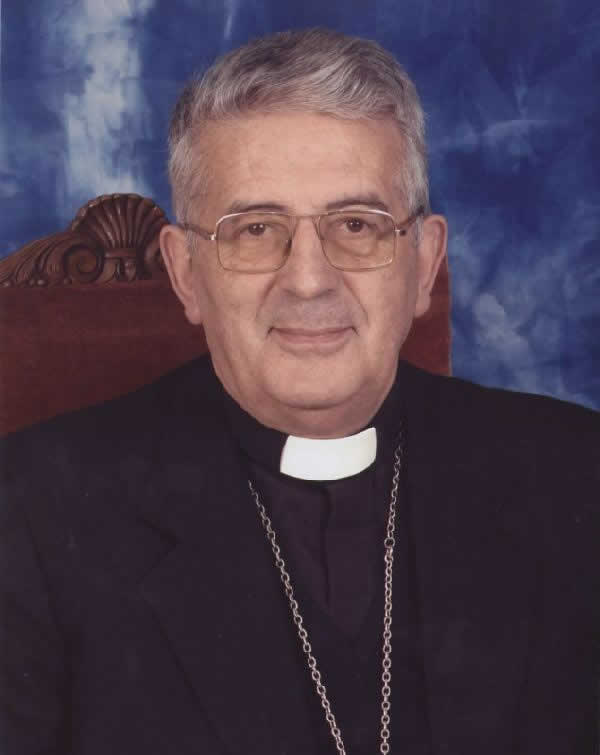
Bischof José Diéguez Reboredo.

José Diéguez Reboredo (* 25. April 1934 in San Miguel de Enquerentes, Touro; † 18. Juli 2022 in Santiago de Compostela) war ein spanischer Geistlicher und römisch-katholischer Bischof von Tui-Vigo.

## Leben
José Diéguez Reboredo besuchte das Knabenseminar in Santiago de Compostela und studierte anschließend Theologie und Philosophie im Priesterseminar. Am 13. August 1961 empfing er durch den Erzbischof von Santiago de Compostela Fernando Kardinal Quiroga y Palacios die Priesterweihe. Anschließend absolvierte er ein theologisches Studium an der Päpstlichen Universität Salamanca und ein Studium der Exakten Wissenschaften an der Universität Santiago de Compostela. Er war Koadjutor des Pfarrvikars der Pfarrei San José in A Coruña und wechselte später an das Kleine Seminar, wo er das Amt des Spirituals und später des Lehrers für Mathematik innehatte. Ángel Suquía Goicoechea, Erzbischof von Santiago, ernannte ihn später zum Pro-Generalvikar und 1983 zum Kanoniker der Metropolitanbasilika.
Papst Johannes Paul II. ernannte ihn am 1. September 1984 zum Bischof von Osma-Soria. Der Apostolische Nuntius in Spanien, Antonio Innocenti, spendete ihm am 28. Oktober desselben Jahres in El Burgo de Osma-Ciudad de Osma die Bischofsweihe; Mitkonsekratoren waren Angel Suquía Goicoechea, Erzbischof von Madrid, und Teodoro Cardenal Fernández, Erzbischof von Burgos.
Am 15. Mai 1987 wurde er zum Bischof von Orense ernannt. Am 7. Juni 1996 wurde er zum Bischof von Tui-Vigo ernannt. Am 28. Januar 2010 nahm Papst Benedikt XVI. sein altersbedingtes Rücktrittsgesuch an. 
José Diéguez Reboredo starb am 18. Juli 2022 nach einem Schlaganfall mit 88 Jahren auf einer Pilgerreise in einem Krankenhaus in Santiago de Compostela.